# 马西莫·帕拉迪索
马西莫·帕拉迪索（義大利語：Massimo Paradiso，1968年10月19日—），意大利男子赛艇运动员。他曾代表意大利参加世界赛艇锦标赛，获得二枚金牌、一枚银牌和二枚铜牌。他也曾参加1996年夏季奥林匹克运动会。